# 嘉右衛門町 (栃木市)
嘉右衛門町（かうえもんちょう）は、栃木県栃木市の地名。郵便番号は328-0072。
　

## 地理
栃木地区中部に位置し、東は昭和町・泉町、西は小平町、南は・錦町、北は大町と接している。嘉右衛門町の一部は、泉町、小平町、錦町、昭和町の各一部とともに重要伝統的建造物群保存地区に選定されている。

## 歴史
天正年間（1573-1592）に岡田嘉右衛門が荒れ地を開墾して開拓したとされ、江戸幕府より嘉右衛門新田村の名を得る。慶長年間（1596-1615）に下野国榎本藩領となり、のちに幕府領、1647年（正保4年）に武蔵国岩槻藩領、1681年（天和元年）に幕府領となり、1685年（貞享2年）から旗本畠山氏領の支配下に置かれた。岡田家は豪農として栄え、村が畠山氏の知行地になると、1689年（元禄2年）に屋敷内に陣屋を置き、下野国内の畠山領内11村（のちに13村）の惣代名主を務めた。日光例幣使道の街道であり、宿場町である栃木宿に近いこともあって、商家や職人の家が数十軒並び、小さいながら集落を形成した。1869年（明治2年）に日光県の管轄になったが、1871年（明治4年）の廃藩置県によって栃木県に編入され、1876年（明治9年）の区画改正の際に嘉右衛門町と改称された。1889年（明治22年）の町村制施行によって栃木町（現・栃木市）に編入された。1932年（昭和7年）に北関門道路が開通すると、人の往来が減少し、店舗も減っていった。
戦後、嘉右衛門町という名称が封建的だという理由で、「寿町」への町名変更が検討されたが、歴史を重んじる気風から現在の名が維持された。現在は、日光例幣使道の町として、街並み保存が図られている。

## 世帯数と人口
2017年（平成29年）8月31日現在の世帯数と人口は以下の通りである。
| 町丁       | 世帯数  | 人口  |
| ---------- | ------- | ----- |
| 嘉右衛門町 | 272世帯 | 635人 |

## 施設
観光
- 岡田記念館本館(第25代当主が昭和53年6月に開館)[5]。
- 岡田記念館南館
- 油伝味噌

寺院
- 妙唱寺

## 交通

### バス
蔵の街観光バス
■蔵の街循環「のらっせ号」
- (14) 油伝前 - (15) 岡田記念館前

### 道路
主要地方道
- 栃木県道32号栃木粕尾線（インター通り）

市道
- 嘉右衛門町通り（日光例幣使街道）

## 小・中学校の学区
市立小・中学校に通う場合、学区は以下の通りとなる。
| 番地 | 小学校                 | 中学校               |
| ---- | ---------------------- | -------------------- |
| 全域 | 栃木市立栃木第三小学校 | 栃木市立栃木東中学校 |